# Фёдоровский (Ставропольский край)
Фёдоровский — хутор в Советском районе (городском округе) Ставропольского края Российской Федерации. 

## Варианты названия
- Калиновский II (Фёдоровский)[3].

## География
Расстояние до краевого центра: 156 км. Расстояние до районного центра: 14 км.

## История
На 1 марта 1966 года находился в подчинении Зеленокумского горсовета:28.
До 1 мая 2017 года входил в упразднённое муниципальное образование города Зеленокумска.

## Население
| 1925 | 1989 | 2002 | 2010 | 2014 |
| ---- | ---- | ---- | ---- | ---- |
| 118  | ↗148 | ↗164 | ↘140 | ↘100 |

По данным переписи 2002 года, 29 % населения — русские.

## Кладбище
В границах хутора расположено общественное открытое кладбище площадью 4277 м².